# 1872 aux États-Unis
Pour des articles plus généraux, voir Chronologie des États-Unis et 1872.
Chronologie des États-Unis
- 1868
- 1869
- 1870
- 1871
- 1872
- 1873
- 1874
- 1875
- 1876

Cette page concerne des événements d'actualité qui se sont produits durant l'année 1872 du calendrier grégorien aux États-Unis.

## Gouvernement
- Président : Ulysses S. Grant
- Vice-président : Schuyler Colfax
- Secrétaire d'État : Hamilton Fish
- Chambre des représentants : Président James G. Blaine

## Événements

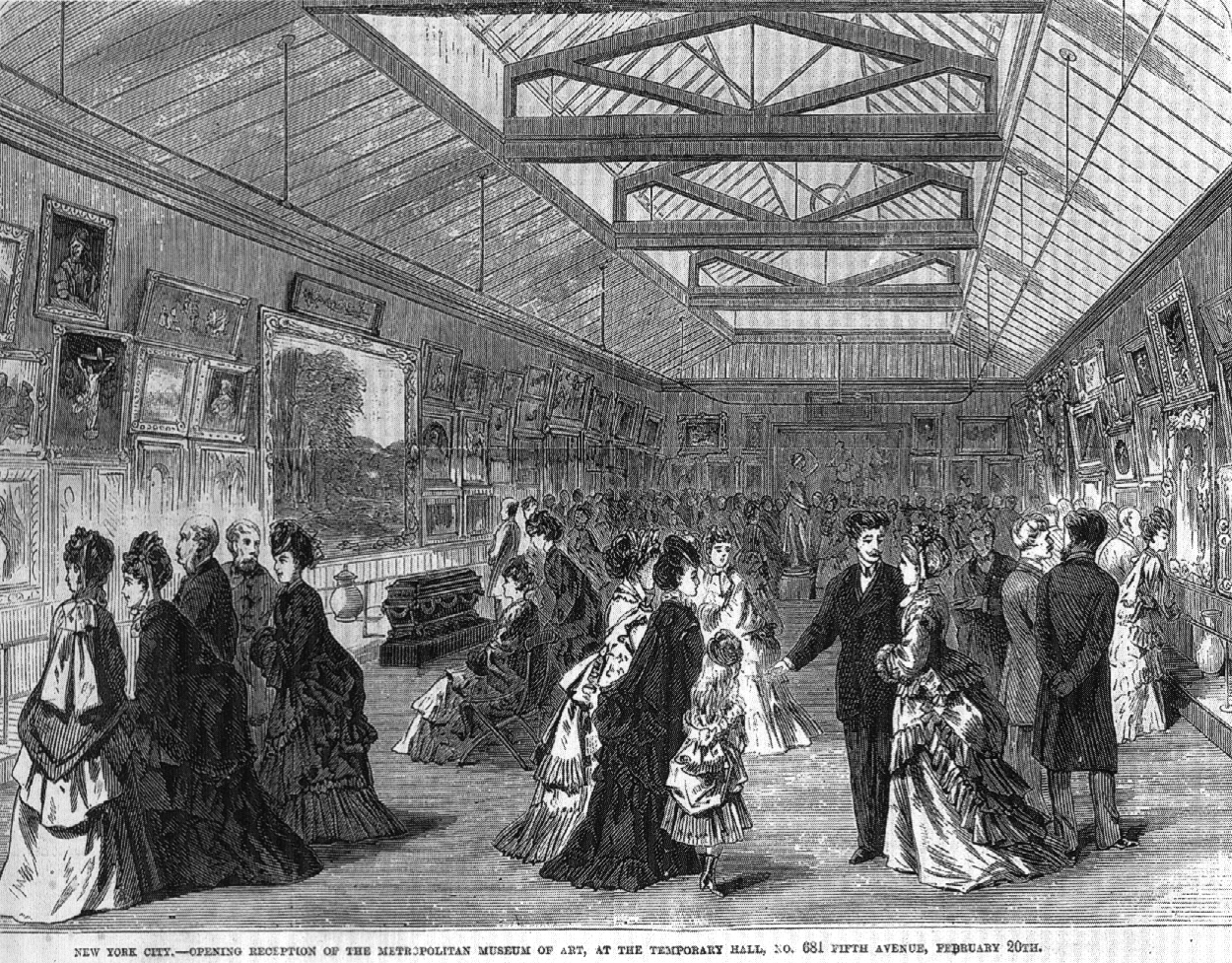
20 février : inauguration du Metropolitan Museum of Art

- 20 février : ouverture du Metropolitan Museum of Art à New York.
- 10 mai : General Mining Act.
- 22 mai (Reconstruction après la guerre de Sécession) : l'Amnesty Act rend les droits civils aux confédérés. Les tensions raciales dans le Sud, les nombreux scandales de corruption et le coût économique de la Reconstruction ont raison du programme qui sera définitivement abandonné en 1877.
- Août : établissement du Fort McKeen, qui prend le nom de Fort Abraham Lincoln le 19 novembre[1].
- 9 novembre : incendie de Boston.
- 15 novembre : réélection de Ulysses S. Grant (R) comme président des États-Unis. Il poursuit le renforcement du capitalisme industriel. Son second mandat est marqué par une politique très rigoureuse aux dépens des États du Sud.
- 29 novembre : début de la guerre des Modocs. Les indiens Modocs se soulèvent lorsque l’armée veut les repousser dans leur réserve de Klamath (en) dans l’Oregon. Les chefs de la rébellion seront pendus.
- Cochise participe à une conférence de paix au terme de laquelle une réserve chiricahua devait être établie dans le sud de l’Arizona.
- Mise en service du premier pipe-line, construit en bois et long de 40 km, destiné à acheminer du gaz naturel. Les travaux s’achèvent à Rochester, dans l’État de New York.
- 35 000 miles de voies ferrées ont été mis en service depuis 1865 (autant qu’avant la guerre civile).